# Suwałki Plaza

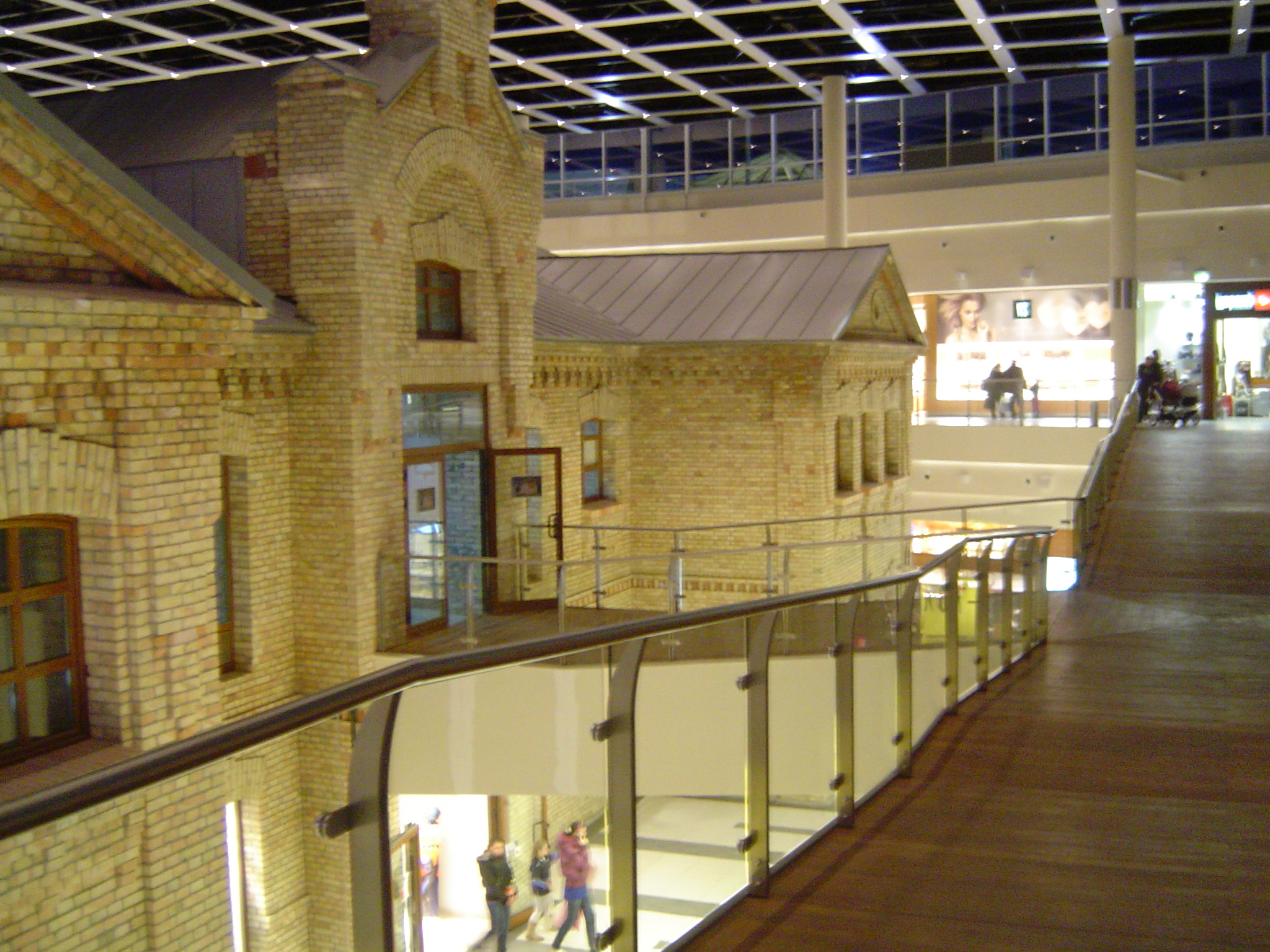
Budynki carskiego więzienia wewnątrz galerii

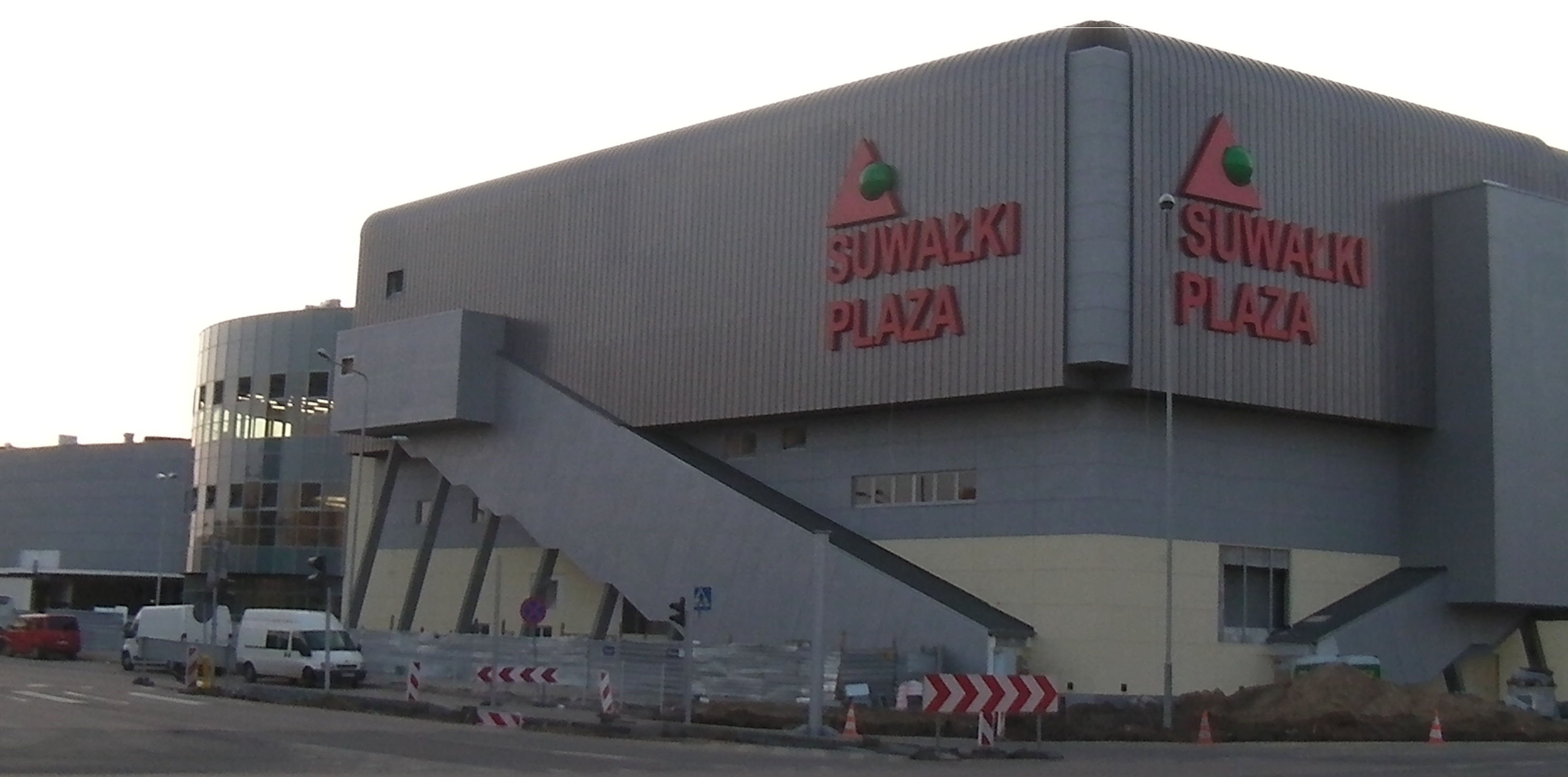
Widok od frontu

Suwałki Plaza – centrum handlowo-rozrywkowe Plaza znajdujące się w centrum Suwałk w miejscu carskiego więzienia, którego elementy zachowano w projekcie budowy. Zostało otwarte w maju 2010 roku. 
Budynek ma 40 tys. m² powierzchni całkowitej wraz z 500. miejscami w parkingu podziemnym. Znajdują się w nim sklepy ok. 100 marek, jak również multipleks kinowy Cinema Lumière z trzema salami, w tym dwie w technologii 3D. Mieści się tam również park rozrywki MK Bowling